# Dries Favorel
Dries Favorel  (Wevelgem, 26 augustus 1923 - Gits, 11 juli 2009) was een Belgisch rooms-katholiek priester en de stichter van een uitgebreid instituut voor hulpverlening aan en opleiding van mensen met een fysische beperking.

## Levensloop
Favorel was een zoon van de vlashandelaar Ernest Favorel (1884-1973) en van Irma Vangheluwe (1891-1938).
Hij werd priester gewijd in het bisdom Brugge op 22 mei 1948. Van die datum tot in 1954 was hij leraar aan het Heilig Hartcollege in Waregem. 
In 1954 werd hij directeur in Gits van een school voor Lichamelijke Opvoeding die in moeilijkheden verkeerde en het jaar daarop vormde hij ze om tot Hoger Instituut voor Kinesitherapie en Ergotherapie.
In 1958 werd hij stichtend voorzitter van het Dominiek Savio Instituut in Gits (tot 1993) alsook directeur en gedelegeerd bestuurder van het Dienstencentrum Gid(t)s (tot 1988).
In 1963 stichtte hij in Gits de eerste beschutte werkplaats. Hij werd voorzitter van de Federatie van Beschermde Werkplaatsen.

## Eerbetoon
- In 1990 ontving Favorel de West-Vlaamse provinciale prijs voor verdienste in de welzijns- en gezondheidszorg.
- In 1993 ontving hij de Prijs van het jaar van KIWANIS-Europa in Nice.
- In 2005 werd hij ereburger van de gemeente Hooglede.
- Hij was ridder in de Orde van 't Manneke uit de Mane.